# Krzysztof von Rotenhan
Krzysztof von Rotenhan (ur. ok. 1390, zm. 22 września 1436) – biskup Lubusza (niem. Lebus) w latach 1424–1436.
Pochodził z frankońskiego rodu von Rotenhan. Otrzymał akademickie wykształcenie i uzyskał tytuł doktora obojga praw. Mimo iż kapituła lubuska wybrała na biskupa Piotra von Burgsdorff, to Krzysztof – dzięki poparciu ze strony brandenburskiego księcia Fryderyka I – otrzymał sakrę biskupią oraz został zatwierdzony przez papieża.
Za jego rządów husyci (w toku wojen husyckich) splądrowali tereny biskupstwa, niszcząc Lubusz. Krzysztof wziął udział w soborze w Bazylei. W 1434 wyświęcił swojego brata – Antona von Rotenhan – na biskupa Bambergu. Rok później rozstrzygnął spór graniczny między Polską a Gorzowem Wielkopolskim.
Jego poprzednikiem był Johann von Waldow a następcą Piotr II von Burgsdorff